# 2-es metró (Párizs)

A hatos vonal a kettessel együtt egy teljes körmetrót hoz létre a belváros körül

A párizsi 2-es metró, Párizs második metróvonala, melynek első szakaszát 1900. december 13-án nyitották meg. A Porte Dauphine és a Ateliers de Charonnes állomások között közlekedik. A 12,4 km-es vonal a város hetedik legforgalmasabb vonala, 2010-ben több mint 92 millió utasa volt.
A vonalnak két kilométere az utcák felett, a magasban vezet. Ezen a szakaszon négy föld felszín feletti állomást (Barbès – Rochechouart, La Chapelle, Stalingrad, Jaurès) építettek.

## Galéria

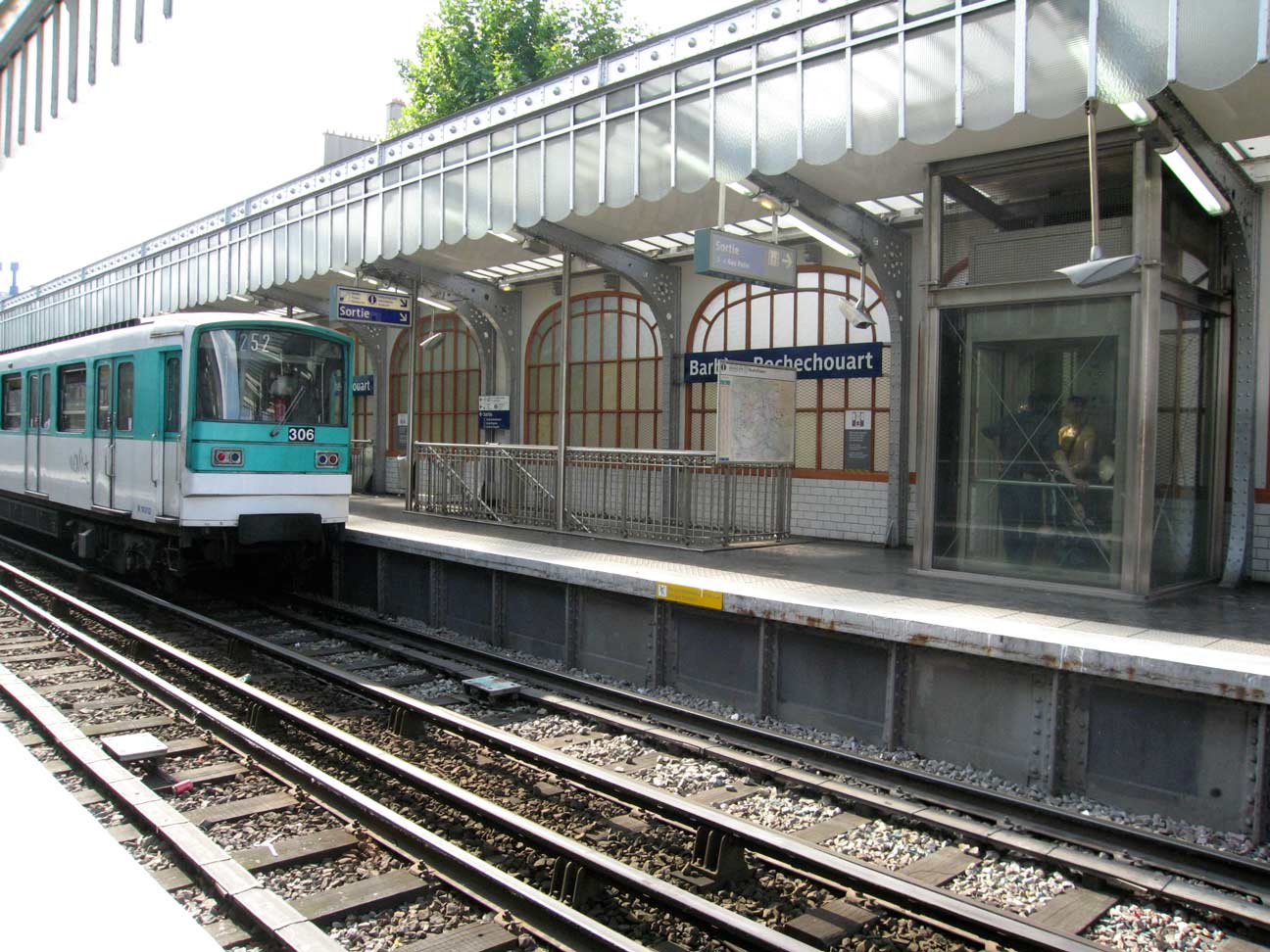
Barbès – Rochechouart
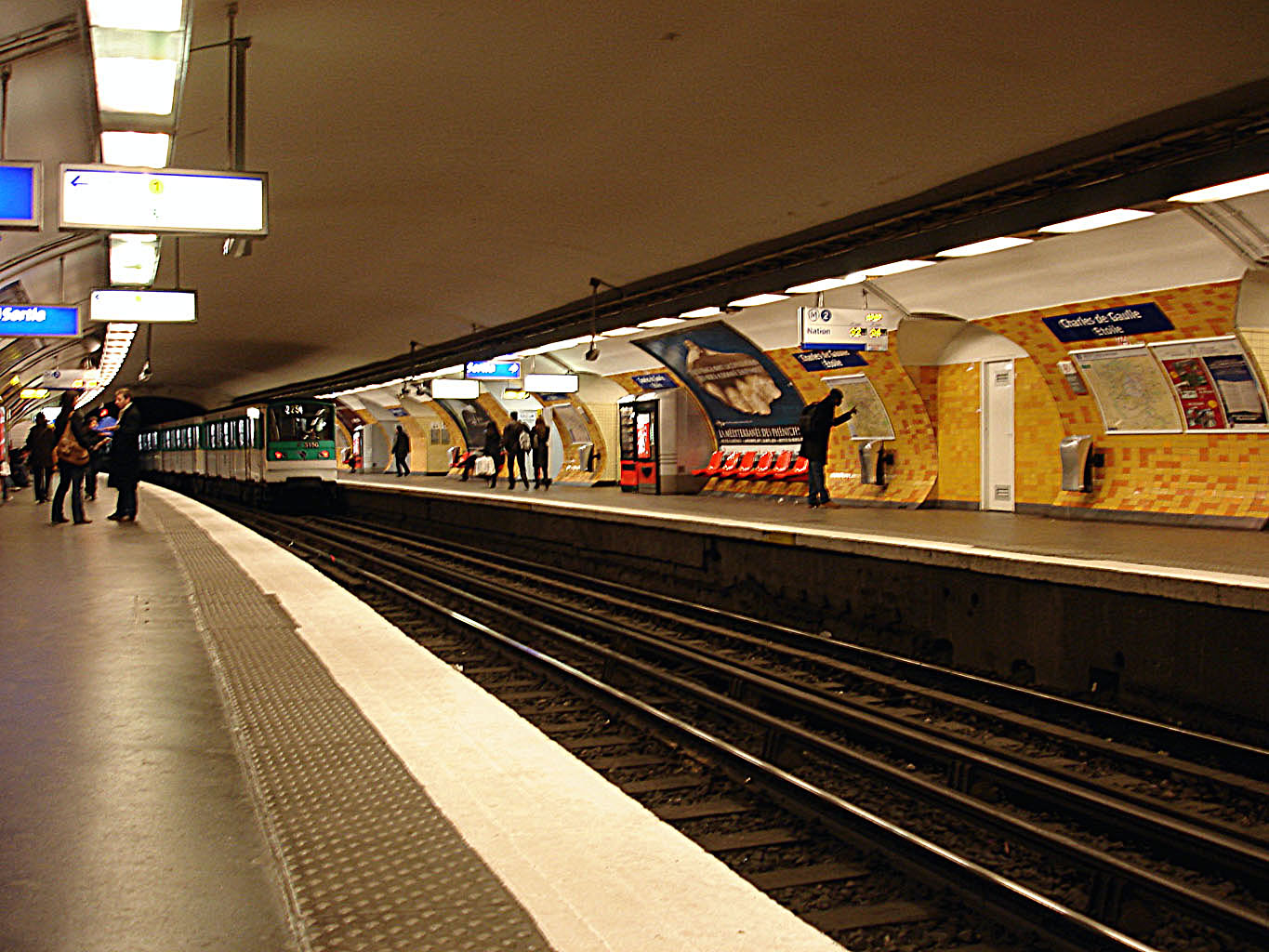
Charles de Gaulle – Étoile
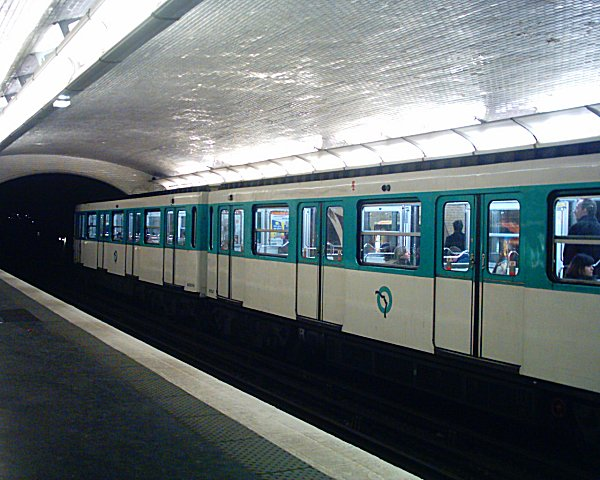
Monceau
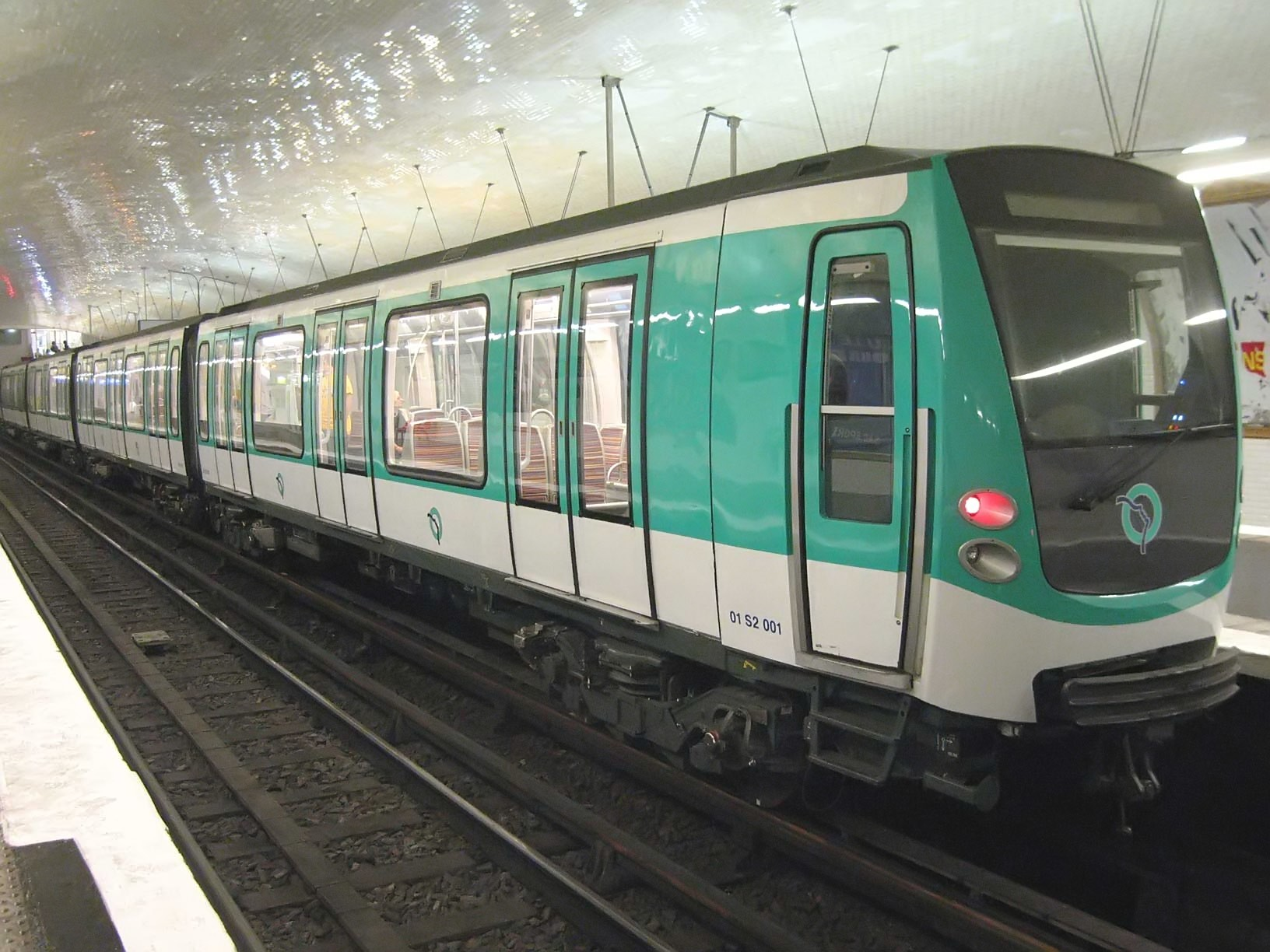
Az új MF 2000 sorozatú metrószerelvény a vonalon
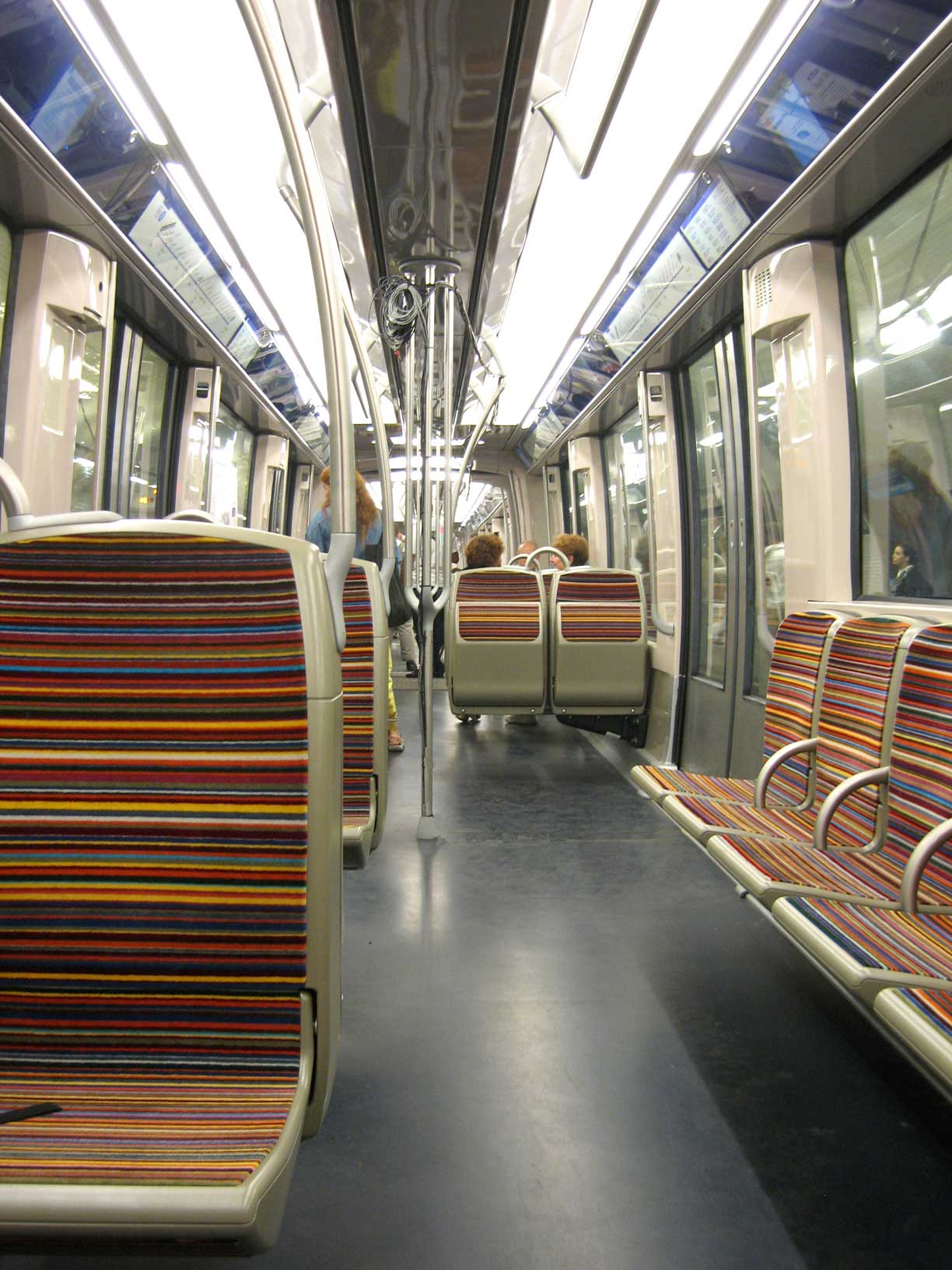
Az MF 2000 utastere
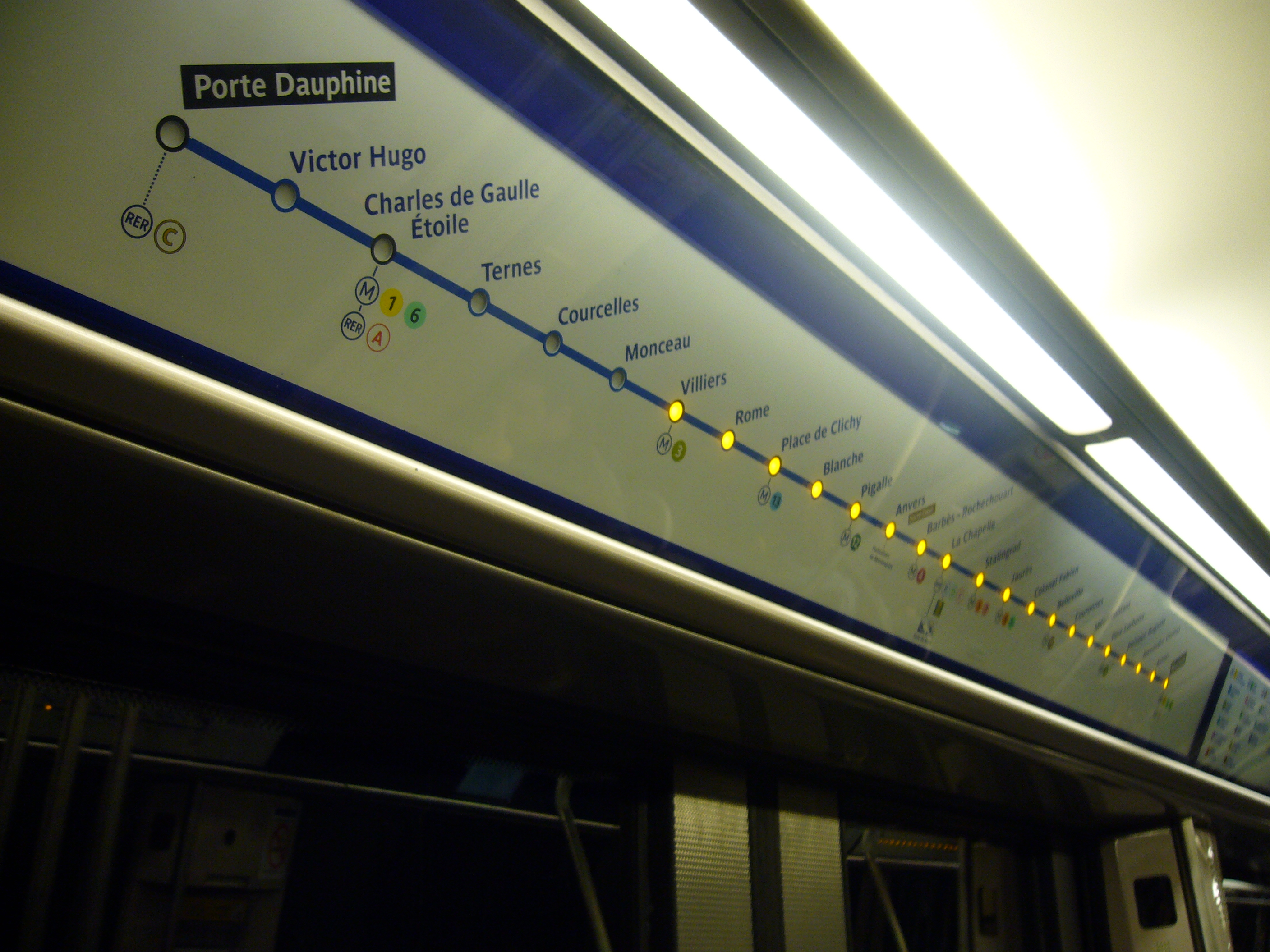
Kijelző a kocsiban
- MF 67 szerelvény érkezik Charles De Gaulle – Étoile állomásra